# مهند قاسم (حكم)
مهند قاسم من مواليد 12 يونيو 1980، حكم كرة قدم عراقي.
بدأ التحكيم في مصر عام 2005 أدار أكثر من 220 مباراة في الدوري العراقي الممتاز كما أدار بنجاح المباريات الجماهيرية.وأدار أكثر من 30 مباراة في بطولة الكاس منها 4 نهائيات. ويحمل الرخصة الدولية للتحكيم ، وهو حكم دولي حكم في بطولات الخليج وكأس اسيا .

## المباريات التي ادارها
- نهائي كأس الخليج العربي 22 بين قطر والسعودية. عام 2014.[3]
- مباريات دوري ابطال اسيا.[4][5][6]
- مباريات كأس الاتحاد الآسيوي
- مباريات الدوري العراقي الممتاز
- مباريات كأس العراق

## الجوائز
- أفضل حكم عراقي لسنة 2015.
- أفضل حكم للجولة الثالثة من دوري ابطال اسيا.
- جائزة تكريمية من محافظ بغداد السابق علي التميمي.وجوائز أخرى كثيرة.[7]